# Long Compton
Long Compton – wieś w Anglii, w hrabstwie Warwickshire, w dystrykcie Stratford-on-Avon. Leży 33 km na południe od miasta Warwick i 114 km na północny zachód od Londynu.
W pobliżu wsi znajduje się kompleks megalitów Rollright Stones.